# Бірюзов Сергій Семенович
Сергі́й Семе́нович Бірюзо́в (нар. 8 (21) серпня 1904, Скопін, Рязанська область, Росія — 19 жовтня 1964) — радянський військовий діяч, начальник Генерального штабу Збройних сил СРСР (1963—1964), Маршал Радянського Союзу (11.03.1955), Герой Радянського Союзу (1.02.1958). Кандидат у члени ЦК КПРС у 1956—1961 роках. Член ЦК КПРС у 1961—1964 роках. Депутат Верховної ради РРФСР 3-го скликання. Депутат Верховної Ради СРСР 2-го, 4—6-го скликань.

## Життєпис
Народився в родині торговця. У семирічному віці залишився круглим сиротою. У 1917 році закінчив церковноприходську школу. З тринадцяти років розпочав самостійне трудове життя. Працював сільськогосподарським робітником у Скопінській комуні, в 1919—1921 роках — лісозаготівником в Скопінському залізничному комітеті, потім лісорубом на Уралі.
15 вересня 1922 року добровільно вступив до Червоної армії. З 1922 по 1923 рік — курсант 48-х піхотно-кулеметних курсів (Ростов) і 10-х Владикавказьких курсів РСЧА. У жовтні 1923 року переведений як один з кращих курсантів в Москву в Об'єднану Військову школу імені ВЦВК, яку закінчив в 1926 році.
Член ВКП(б) з 1926 року.
У вересні 1926 — грудні 1929 року — командир взводу 65-го стрілецького полку 22-ї Краснодарської дивізії Північно-Кавказького військового округу, командир взводу полкової школи.
У 1929 році закінчив два курси Вечірнього робітничого університету.
У грудні 1929 — червні 1930 року — командир аеродромної роти 36-го авіапарку. З червня 1930 по квітень 1932 року — начальник штабу навчального батальйону, з квітня 1932 по червень 1934 року — командир батальйону 1-ї Московської Пролетарської дивізії.
У 1931 році закінчив військовий факультет Московського зоотехнічного інституту.
У 1934—1937 роках — слухач Військової академії імені Фрунзе.
З жовтня 1937 по квітень 1938 року — начальник штабу 30-ї Іркутської стрілецької дивізії.
З квітня 1938 по серпень 1939 року — начальник оперативного відділу штабу Харківського військового округу. З серпня 1939 по квітень 1942 року — командир 132-ї стрілецької дивізії Київського військового округу.
На початку німецько-радянської війни командував 132-ю стрілецькою дивізією на Південно-Західному, потім Брянськом фронтах. Учасник Смоленської битви. З травня по листопад 1942 року — начальник штабу 48-ї армії Брянського фронту. З грудня 1942 по квітень 1943 року — начальник штабу 2-ї гвардійської армії Сталінградського, потім Південного фронтів.
З квітня по 20 жовтня 1943 року — начальник штабу Південного фронту. З 20 жовтня 1943 по травень 1944 року — начальник штабу 4-го Українського фронту. У травні — жовтні 1944 року — начальник штабу 3-го Українського фронту.
З жовтня 1944 по травень 1946 року — командувач 37-ї армії 3-го Українського фронту (з 15 грудня 1944 року — 37-ї окремої армії), одночасно головний військовий радник при болгарській армії і заступник голови Союзної контрольної місії в Болгарії. Брав участь у бойових діях в Югославії.
З травня по червень 1946 року — заступник головнокомандувача Сухопутних військ з бойової підготовки. З червня 1946 по червень 1947 року — заступник головнокомандувача і командувач 10-ї механізованої армії.
З червня 1947 по травень 1953 року — командувач військ Приморського військового округу.
З травня 1953 по червень 1954 року — головнокомандувач Центральної групи військ.
З червня 1954 по квітень 1955 року — 1-й заступник головнокомандувача військ Протиповітряної оборони СРСР.
З квітня 1955 по квітень 1962 року — головнокомандувач військ Протиповітряної оборони СРСР — заступник міністра оборони СРСР. Одночасно з січня 1956 року — заступник головнокомандувача Об'єднаних Збройних Сил держав — учасниць Варшавського Договору — командувач військ ППО Об'єднаних Збройних Сил.
Указом Президії Верховної Ради СРСР від 1 лютого 1958 року за вміле керівництво військами в ході Великої Вітчизняної війни і проявлену мужність і героїзм, маршалу Радянського Союзу Бірюзову Сергію Семеновичу присвоєно звання Героя Радянського Союзу з врученням ордена Леніна і медалі «Золота Зірка».
З 24 квітня 1962 по 5 березня 1963 року — головнокомандувач Ракетних військ стратегічного призначення — заступник міністра оборони СРСР.
З березня 1963 по 19 жовтня 1964 року — начальник Генерального штабу Збройних Сил СРСР — 1-й заступник міністра оборони СРСР.
19 жовтня 1964 року на чолі радянської делегації був скерований в Югославію на святкування 20-річного ювілею визволення Белграда. В умовах поганої видимості літак Іл-18 врізався в гору за 20 км від Белграда. Всі пасажири літака та члени екіпажу загинули.
Похований на Красній площі в Москві. Урна з прахом в Кремлівській стіні (на лівій стороні).

## Військові звання
- Майор (1936)
- Полковник (4.09.1938)
- Комбриг (4.11.1939)
- Генерал-майор (4.06.1940)
- Генерал-лейтенант (30.08.1943)
- Генерал-полковник (17.05.1944)
- Генерал армії (3.08.1953)
- Маршал Радянського Союзу (11.03.1955)

## Нагороди
- Герой Радянського Союзу (1.02.1958)
- П'ять орденів Леніна (27.03.1942, 6.11.1947, 20.08.1954, 1.02.1958, 20.08.1964)
- Три ордени Червоного Прапора (13.09.1944, 3.11.1944, 20.04.1953)
- Орден Суворова I ступеня (16.05.1944)
- Орден Суворова II ступеня (31.03.1943)
- Орден Кутузова I ступеня (17.09.1943)
- Орден Богдана Хмельницького І ступеня (19.03.1944)
- Народний герой Югославії (.10.1964, посмертно) Югославія
- Орден Братства та єдності 1-го ступеня (1946) (Югославія)
- Орден Партизанської зірки 1-го ступеня (1946) (Югославія)
- Зірка і знак ордена Святого Олександра 1-го класу з мечами (1945) (Болгарія)
- Зірка і знак ордена Святого Олександра 1-го класу (1946) (Болгарія)
- Орден Георгія Димитрова (1964) (Болгарія)
- Орден Державного прапора (КНДР) 1-го ступеня (1948) (КНДР)
- Медаль «За звільнення Кореї» (1948) (КНДР)
- Дві медалі «Китайсько-радянської дружби» (КНР), (1956)
- Почесний громадянин Белграда
- Почесний громадянин Софії
- Почесний громадянин Бургаса

## Пам'ять
Вулиці Бірюзова у деяких населених пунктах країн колишнього СРСР.
У 1977-1992 роках його ім'я носило Ризьке вище військово-політичне Червонопрапорне училище.
В Україні Бірюзов підпадає під дерусифікацію та декомунізацію.
Меморіальна дошка у Полтаві на фасаді будинку (вул. Пушкіна, 10), в якому жив Бірюзов у 1939–1941 роках — демонтована 6 червня 2023 року.

## Твори
- Бирюзов С. С. Когда гремели пушки. — М.: Воениздат, 1961.[2]